# يوهان بيرغ غودموندسون
يوهان بيرغ غودموندسون (مواليد 27 أكتوبر 1990) هو لاعب كرة قدم. يلعب مع منتخب آيسلندا لكرة القدم. سبق له أن لعب في بطولة أمم أوروبا لكرة القدم 2016 مع منتخب بلاده.

## روابط خارجية
- يوهان بيرغ غودموندسون على موقع الاتحاد الدولي (مؤرشف)  (الإنجليزية)
- يوهان بيرغ غودموندسون على موقع الاتحاد الأوربي (الإنجليزية)
- يوهان بيرغ غودموندسون على موقع قاعدة بيانات كرة القدم.إي يو (الإنجليزية)
- يوهان بيرغ غودموندسون على موقع ناشيونال فوتبول تيمز (الإنجليزية)
- يوهان بيرغ غودموندسون على موقع Soccerbase.com (لاعب) (الإنجليزية)
- يوهان بيرغ غودموندسون على موقع Soccerway.com (الإنجليزية)
- يوهان بيرغ غودموندسون على موقع عالم كرة القدم.نت (الإنجليزية)
- يوهان بيرغ غودموندسون على موقع AS.com (الإسبانية)